# BAFTA (премия, 2016)
69-я церемония вручения наград премии BAFTA за заслуги в области британского и международного кинематографа за 2015 год состоялась 14 февраля 2016 года в Королевском театре Ковент-Гарден в Лондоне. Церемония транслировалась на канале BBC One, её ведущим в 11-й раз выступил комедийный актёр Стивен Фрай. Номинанты были объявлены 8 января 2016 года.

## Список лауреатов и номинантов
Количество наград/номинаций:
- 1/9: «Шпионский мост»
- 0/9: «Кэрол»
- 5/8: «Выживший»
- 4/7: «Безумный Макс: Дорога ярости»
- 1/6: «Бруклин»
- 0/6: «Марсианин»
- 1/5: «Игра на понижение»
- 0/5: «Из машины» / «Девушка из Дании»
- 1/4: «Звёздные войны: Пробуждение силы»
- 1/3: «В центре внимания» / «Стив Джобс» / «Омерзительная восьмёрка»
- 0/3: «Убийца»
- 1/2: «Эми» / «Головоломка» / «Комната» / «Гордость»
- 1/1: «Дикие истории» / «Operator» / «Edmond»

| Победители выделены отдельным цветом. |

### Основные категории
| Категории                                | Лауреаты и номинанты                                                                                                  |
| ---------------------------------------- | --- |
| Лучший фильм                             | • Выживший / The Revenant (Стив Голин, Алехандро Г. Иньярриту, Арнон Милчен, Мэри Пэрент, Кит Рэдмон)                 |
| Лучший фильм                             | • В центре внимания / Spotlight (Стив Голин, Блай Пэгон Фауст, Николь Роклин, Майкл Шуга)                             |
| Лучший фильм                             | • Шпионский мост / Bridge of Spies (Кристи Макоско Кригер, Марк Платт, Стивен Спилберг)                               |
| Лучший фильм                             | • Игра на понижение / The Big Short (Деде Гарднер, Джереми Клейнер, Брэд Питт)                                        |
| Лучший фильм                             | • Кэрол / Carol (Элизабет Карлсен, Кристин Вашон, Стивен Вулли)                                                       |
| Лучший британский фильм                  | • Бруклин / Brooklyn (Джон Кроули, Финола Двайер, Аманда Пози, Ник Хорнби)                                            |
| Лучший британский фильм                  | • Девушка из Дании / The Danish Girl (Том Хупер, Тим Беван, Эрик Феллнер, Энн Харрисон, Гэйл Матракс, Люсинда Коксон) |
| Лучший британский фильм                  | • Из машины / Ex Machina (Алекс Гарленд, Эндрю Макдональд, Аллон Рич)                                                 |
| Лучший британский фильм                  | • Эми / Amy (Азиф Кападиа, Джеймс Гей-Рис)                                                                            |
| Лучший британский фильм                  | • 45 лет / 45 Years (Эндрю Хэй, Тристан Голайер)                                                                      |
| Лучший британский фильм                  | • Лобстер / The Lobster (Йоргос Лантимос, Сеси Демпси, Эд Гуене, Ли Магидэй, Эфтимис Филиппу)                         |
| Лучший неанглоязычный фильм              | • Дикие истории / Relatos salvajes (Дамиан Шифрон)                                                                    |
| Лучший неанглоязычный фильм              | • Убийца / 聶隱娘 (Nie yin niang) (Хоу Сяосянь)                                                                       |
| Лучший неанглоязычный фильм              | • Гордость / ذيب (Theeb) (Наджи Абу Новар, Руперт Ллойд)                                                              |
| Лучший неанглоязычный фильм              | • Форс-мажор / Turist (Рубен Эстлунд)                                                                                 |
| Лучший неанглоязычный фильм              | • Тимбукту / Timbuktu (Абдеррахман Сиссако)                                                                           |
| Лучшая режиссёрская работа               | • Алехандро Г. Иньярриту — «Выживший»                                                                                 |
| Лучшая режиссёрская работа               | • Адам Маккей — «Игра на понижение»                                                                                   |
| Лучшая режиссёрская работа               | • Стивен Спилберг — «Шпионский мост»                                                                                  |
| Лучшая режиссёрская работа               | • Ридли Скотт — «Марсианин»                                                                                           |
| Лучшая режиссёрская работа               | • Тодд Хейнс — «Кэрол»                                                                                                |
| Лучший актёр                             | • Леонардо Ди Каприо — «Выживший» (за роль Хью Гласса)                                                                |
| Лучший актёр                             | • Эдди Редмэйн — «Девушка из Дании» (за роль Эйнара Вегенера / Лили Эльбе)                                            |
| Лучший актёр                             | • Майкл Фассбендер — «Стив Джобс» (за роль Стива Джобса)                                                              |
| Лучший актёр                             | • Мэтт Деймон — «Марсианин» (за роль Марка Уотни)                                                                     |
| Лучший актёр                             | • Брайан Крэнстон — «Трамбо» (за роль Далтона Трамбо)                                                                 |
| Лучшая актриса                           | • Бри Ларсон — «Комната» (за роль Джой «Ма» Ньюман)                                                                   |
| Лучшая актриса                           | • Мэгги Смит — «Леди в фургоне» (за роль мисс Шеперд)                                                                 |
| Лучшая актриса                           | • Алисия Викандер — «Девушка из Дании» (за роль Герды Вегенер)                                                        |
| Лучшая актриса                           | • Кейт Бланшетт — «Кэрол» (за роль Кэрол Эйрд)                                                                        |
| Лучшая актриса                           | • Сирша Ронан — «Бруклин» (за роль Эллис Лэйси)                                                                       |
| Лучший актёр второго плана               | • Марк Райлэнс — «Шпионский мост» (за роль Рудольфа Абеля)                                                            |
| Лучший актёр второго плана               | • Идрис Эльба — «Безродные звери» (за роль командира)                                                                 |
| Лучший актёр второго плана               | • Кристиан Бейл — «Игра на понижение» (за роль Майкла Барри)                                                          |
| Лучший актёр второго плана               | • Бенисио Дель Торо — «Убийца» (за роль Алехандро)                                                                    |
| Лучший актёр второго плана               | • Марк Руффало — «В центре внимания» (за роль Майка Резендеса)                                                        |
| Лучшая актриса второго плана             | • Кейт Уинслет — «Стив Джобс» (за роль Джоанны Хоффман)                                                               |
| Лучшая актриса второго плана             | • Дженнифер Джейсон Ли — «Омерзительная восьмёрка» (за роль Дейзи Домерг)                                             |
| Лучшая актриса второго плана             | • Алисия Викандер — «Из машины» (за роль Авы)                                                                         |
| Лучшая актриса второго плана             | • Джули Уолтерс — «Бруклин» (за роль миссис Кох)                                                                      |
| Лучшая актриса второго плана             | • Руни Мара — «Кэрол» (за роль Терезы Беливет)                                                                        |
| Лучший анимационный полнометражный фильм | • Головоломка / Inside Out (Пит Доктер)                                                                               |
| Лучший анимационный полнометражный фильм | • Барашек Шон / Shaun the Sheep Movie (Марк Бёртон, Ричард Старзак)                                                   |
| Лучший анимационный полнометражный фильм | • Миньоны / Minions (Пьер Коффен, Кайл Балда)                                                                         |
| Лучший оригинальный сценарий             | • Том Маккарти, Джош Сингер — «В центре внимания»                                                                     |
| Лучший оригинальный сценарий             | • Джош Кули, Пит Доктер, Мег Лефов — «Головоломка»                                                                    |
| Лучший оригинальный сценарий             | • Квентин Тарантино — «Омерзительная восьмёрка»                                                                       |
| Лучший оригинальный сценарий             | • Алекс Гарленд — «Из машины»                                                                                         |
| Лучший оригинальный сценарий             | • Мэтт Чарман, Итан Коэн, Джоэл Коэн — «Шпионский мост»                                                               |
| Лучший адаптированный сценарий           | • Адам Маккей, Чарльз Рэндольф — «Игра на понижение»                                                                  |
| Лучший адаптированный сценарий           | • Ник Хорнби — «Бруклин»                                                                                              |
| Лучший адаптированный сценарий           | • Филлис Наджи — «Кэрол»                                                                                              |
| Лучший адаптированный сценарий           | • Эмма Донохью — «Комната»                                                                                            |
| Лучший адаптированный сценарий           | • Аарон Соркин — «Стив Джобс»                                                                                         |

### Другие категории
| Категории                                                    | Лауреаты и номинанты                                                                                              |
| ------------------------------------------------------------ | --- |
| Лучшая музыка к фильму                                       | • «Омерзительная восьмёрка» — Эннио Морриконе                                                                     |
| Лучшая музыка к фильму                                       | • «Шпионский мост» — Томас Ньюман                                                                                 |
| Лучшая музыка к фильму                                       | • «Выживший» — Рюити Сакамото, Карстен Николай                                                                    |
| Лучшая музыка к фильму                                       | • «Звёздные войны: Пробуждение силы» — Джон Уильямс                                                               |
| Лучшая музыка к фильму                                       | • «Убийца» — Йохан Йоханнссон                                                                                     |
| Лучшая операторская работа                                   | • «Выживший» — Эммануэль Любецки                                                                                  |
| Лучшая операторская работа                                   | • «Безумный Макс: Дорога ярости» — Джон Сил                                                                       |
| Лучшая операторская работа                                   | • «Убийца» — Роджер Дикинс                                                                                        |
| Лучшая операторская работа                                   | • «Кэрол» — Эдвард Лэкмен                                                                                         |
| Лучшая операторская работа                                   | • «Шпионский мост» — Януш Каминский                                                                               |
| Лучшие визуальные эффекты                                    | • «Звёздные войны: Пробуждение силы» — Крис Корбоулд, Роджер Гайетт, Пол Кавана, Нил Скэнлэн                      |
| Лучшие визуальные эффекты                                    | • «Человек-муравей» — Джейк Моррисон, Грег Стил, Дэн Судик, Алекс Уоттке                                          |
| Лучшие визуальные эффекты                                    | • «Безумный Макс: Дорога ярости» — Эндрю Джексон, Дэн Оливер, Том Вуд, Энди Уильямс                               |
| Лучшие визуальные эффекты                                    | • «Марсианин» — Крис Лоуренс, Тим Ледбери, Ричард Стаммерс, Стивен Уорнер                                         |
| Лучшие визуальные эффекты                                    | • «Из машины» — Марк Ардингтон, Сара Беннетт, Пол Норрис, Эндрю Уайтхёрст                                         |
| Лучший грим и причёски                                       | • «Безумный Макс: Дорога ярости» — Лесли Вандеруолт, Дэмиан Мартин                                                |
| Лучший грим и причёски                                       | • «Бруклин» — Морна Фергюсон, Лоррейн Глинн                                                                       |
| Лучший грим и причёски                                       | • «Выживший» — Сиан Григг, Дункан Джармен, Роберт Пандини                                                         |
| Лучший грим и причёски                                       | • «Девушка из Дании» — Жан Сьюэлл                                                                                 |
| Лучший грим и причёски                                       | • «Кэрол» — Джерри Декарло, Патрисия Риган                                                                        |
| Лучшая работа художника-постановщика                         | • «Безумный Макс: Дорога ярости» — Колин Гибсон, Лиза Томпсон                                                     |
| Лучшая работа художника-постановщика                         | • «Звёздные войны: Пробуждение силы» — Рик Картер, Даррен Гилфорд, Ли Сандалес                                    |
| Лучшая работа художника-постановщика                         | • «Шпионский мост» — Адам Штокхаузен, Рена Деанджело                                                              |
| Лучшая работа художника-постановщика                         | • «Марсианин» — Артур Макс, Селия Бобак                                                                           |
| Лучшая работа художника-постановщика                         | • «Кэрол» — Джуди Бекер, Хезер Лоффлер                                                                            |
| Лучший дизайн костюмов                                       | • «Безумный Макс: Дорога ярости» — Дженни Беван                                                                   |
| Лучший дизайн костюмов                                       | • «Бруклин» — Одиль Дикс-Мирье                                                                                    |
| Лучший дизайн костюмов                                       | • «Девушка из Дании» — Пако Дельгадо                                                                              |
| Лучший дизайн костюмов                                       | • «Золушка» — Сэнди Пауэлл                                                                                        |
| Лучший дизайн костюмов                                       | • «Кэрол» — Сэнди Пауэлл                                                                                          |
| Лучший монтаж                                                | • «Безумный Макс: Дорога ярости» — Маргарет Сиксел                                                                |
| Лучший монтаж                                                | • «Игра на понижение» — Хэнк Коруин                                                                               |
| Лучший монтаж                                                | • «Шпионский мост» — Майкл Кан                                                                                    |
| Лучший монтаж                                                | • «Выживший» — Стивен Миррион                                                                                     |
| Лучший монтаж                                                | • «Марсианин» — Пьетро Скалия                                                                                     |
| Лучший звук                                                  | • «Выживший» — Лон Бендер, Крис Дьюэстердек, Мартин Эрнандес, Фрэнк А. Монтаньо, Джон Тейлор, Рэнди Том           |
| Лучший звук                                                  | • «Безумный Макс: Дорога ярости» — Скотт Хекер, Крис Дженкинс, Марк Манджини, Бен Осмо, Грегг Рудлофф, Дэвид Уайт |
| Лучший звук                                                  | • «Звёздные войны: Пробуждение силы» — Дэвид Акорд, Энди Нельсон, Кристофер Скарабосио, Мэттью Вуд, Стюарт Уилсон |
| Лучший звук                                                  | • «Шпионский мост» — Дрю Кунин, Ричард Химнс, Энди Нельсон, Гэри Райдстром                                        |
| Лучший звук                                                  | • «Марсианин» — Пол Мэсси, Мак Рут, Оливер Тарни, Марк Тейлор                                                     |
| Лучший документальный фильм                                  | • Эми / Amy (Азиф Кападиа, Джеймс Гей-Рис)                                                                        |
| Лучший документальный фильм                                  | • Послушай меня, Марлон / Listen to Me Marlon (Стивен Райли, Джон Баттсек, Джордж Чигнелл, Ар Джей Катлер)        |
| Лучший документальный фильм                                  | • Он назвал меня Малала / He Named Me Malala (Дэвис Гуггенхайм, Уолтер Ф. Паркс, Лори Макдональд)                 |
| Лучший документальный фильм                                  | • Шерпа / Sherpa (Дженнифер Пидом, Бриджет Икин, Джон Смитсон)                                                    |
| Лучший документальный фильм                                  | • Земля картелей / Cartel Land (Мэтт Хейнеман, Том Йеллин)                                                        |
| Лучший короткометражный фильм                                | • Operator (Кэролин Бартлит, Ребекка Морган)                                                                      |
| Лучший короткометражный фильм                                | • Слон / Elephant (Ник Хельм, Алекс Муди, Эстер Смит)                                                             |
| Лучший короткометражный фильм                                | • Mining Poems or Odes (Каллум Райс, Джек Кокер)                                                                  |
| Лучший короткометражный фильм                                | • Samuel-613 (Билли Ламби, Шайенн Кануэй)                                                                         |
| Лучший короткометражный фильм                                | • Over (Йорн Трелфолл, Джереми Бэннистер)                                                                         |
| Лучший анимационный короткометражный фильм                   | • Edmond (Нина Ганц, Эмили Жуфруа)                                                                                |
| Лучший анимационный короткометражный фильм                   | • Боже мой / Manoman (Саймон Картрайт, Камилла Кристиан Ходол)                                                    |
| Лучший анимационный короткометражный фильм                   | • Пролог / Prologue (Ричард Уильямс, Имоджен Саттон)                                                              |
| Лучший дебют британского сценариста, режиссёра или продюсера | • Наджи Абу Новар, Руперт Ллойд — «Гордость»                                                                      |
| Лучший дебют британского сценариста, режиссёра или продюсера | • Шон Макаллистер, Элум Шейкрифар — «Сирийская история любви»                                                     |
| Лучший дебют британского сценариста, режиссёра или продюсера | • Дебби Такер Грин — «Второе пришествие»                                                                          |
| Лучший дебют британского сценариста, режиссёра или продюсера | • Стивен Финглтон — «The Survivalist»                                                                             |
| Лучший дебют британского сценариста, режиссёра или продюсера | • Алекс Гарленд — «Из машины»                                                                                     |
| Восходящая звезда                                            | • Джон Бойега |
| Восходящая звезда                                            | • Тэрон Эджертон                                                                                                  |
| Восходящая звезда                                            | • Дакота Джонсон                                                                                                  |
| Восходящая звезда                                            | • Бри Ларсон |
| Восходящая звезда                                            | • Бел Паули |

## Специальные награды

### BAFTA Academy Fellowship Award
- Сэр Сидни Пуатье

### Outstanding British Contribution to Cinema
- Angels Costumes